# Chrysina intermedia
Chrysina intermedia är en skalbaggsart som beskrevs av Ohaus 1913. Chrysina intermedia ingår i släktet Chrysina och familjen Rutelidae. Inga underarter finns listade i Catalogue of Life.